# Julio González Cabello
Julio Manuel González Sanabria, más conocido como Julio González Cabello (Asunción, Paraguay, 19 de agosto de 1950) es un periodista deportivo paraguayo de radio y televisión, especializado en la narración de partidos de fútbol. También se desempeña como conductor de un programa musical y, ocasionalmente, como presentador de eventos sociales.

## Trayectoria
Julio González Cabello, quien se da a conocer públicamente con los dos apellidos de su padre, se define a sí mismo como periodista de profesión y músico de vocación. A lo largo de su carrera se ha destacado en distintas facetas, tanto en el mundo de la comunicación como asimismo en otras áreas. Es primo hermano de otro conocido comunicador y político, Mario Ferreiro.
Desde 1986 es conductor oficial de todos los eventos organizados por la Confederación Sudamericana de Fútbol. Ganó tres premios Paraná y cinco premios Cartelera, como Mejor Relator de Fútbol, Mejor Programa de Variedades (El reloj que no tuvo tiempo), Mejor Relator Deportivo de Televisión, y otra vez como Mejor Programa de Variedades, junto a su colega y amigo personal, Manuel Bernardes.
Además en los años '60 formó parte de un exitoso grupo musical paraguayo llamado Los Rockers, haciendo las veces de baterista. Desde 1995 conduce el programa radial dedicado a las canciones de épocas pasadas denominado El reloj que no tuvo tiempo, también emitido por televisión bajo el mismo nombre entre 1996 y 1998. Es tal su predilección hacia dicho arte, que posee una amplia colección de material fonográfico, entre discos compactos o de vinilo, casetes, etc.
En el periodismo deportivo, su otra gran pasión, comenzó trabajando para el desaparecido diario La Tribuna en 1976. Poco después, ingresó a la radio pasando por distintos medios como Cáritas, Ñandutí y Asunción. Más tarde prosiguió su camino prestando sus servicios a Radio Cardinal y Canal 13 (Teledifusora Paraguaya S.A.), pertenecientes al multimedios Red Privada de Comunicación, en donde permaneció por un prolongado período de tiempo que abarcó los años '90.
Allí tuvo de compañeros a otros calificados colegas como Fernando Cazenave y Julio del Puerto, ambos con una vasta experiencia a cuestas y quienes en la función de comentaristas, durante diferentes etapas, formaron dupla con Del Puerto. Ya desde entonces era considerado como uno de los más notables relatores de fútbol del país gracias a su inconfundible estilo para transmitir las diversas alternativas de cada juego.
Entre 1997 y 2000 fue relator de Teledeportes (Tigo Sports, Tigo Max, Multideporte, Tigo Sports Satelital y Unicanal) y Telefuturo. 
Durante los años 2000 y principios de los 2010, González Cabello continuó su labor periodística en radio Universo 970 AM, junto a J.J. Bernabé, Gustavo del Puerto, Javier Sosa Briganti, entre otros, enfocándose en aquello por lo que más se le reconoce, el relato de encuentros futbolísticos, así como en la emisión del espacio para la rememoración musical antes mencionado. En tanto que en el canal de televisión, Red Guaraní, junto a otros panelistas se abocó a brindar su opinión acerca de todo lo referente al balompié local e internacional. Incluso en algunos partidos de las eliminatorias rumbo al mundial de 2010 cuando Salvador Cabañas hacia gol le decía Gordillo y se reía.
A partir de enero de 2013, el popular comunicador se traslada a la Megacadena de Comunicación integrada por las radios Primero de Marzo y Canal 100, en reemplazo de otro afamado relator, Arturo Rubin. En enero del mismo año se desempeñó como relator deportivo del Sudamericano Sub-20, realizado en Mendoza (Argentina) y transmitido por el canal estatal.
En la actualidad es relator de Trece y Radio Uno AM 650 y fue relator del SNT para la Copa Mundial de la FIFA Rusia 2018, junto a Javier Sosa Briganti, Benicio Martínez, Héctor Corte, Daniel Chung, Jorge Esteche Trinidad, Jorge "Chipi" Vera y Federico Arias, entre otros.